# Barichneumon erythrozonus
Barichneumon erythrozonus là một loài tò vò trong họ Ichneumonidae.